# Parámetro de red

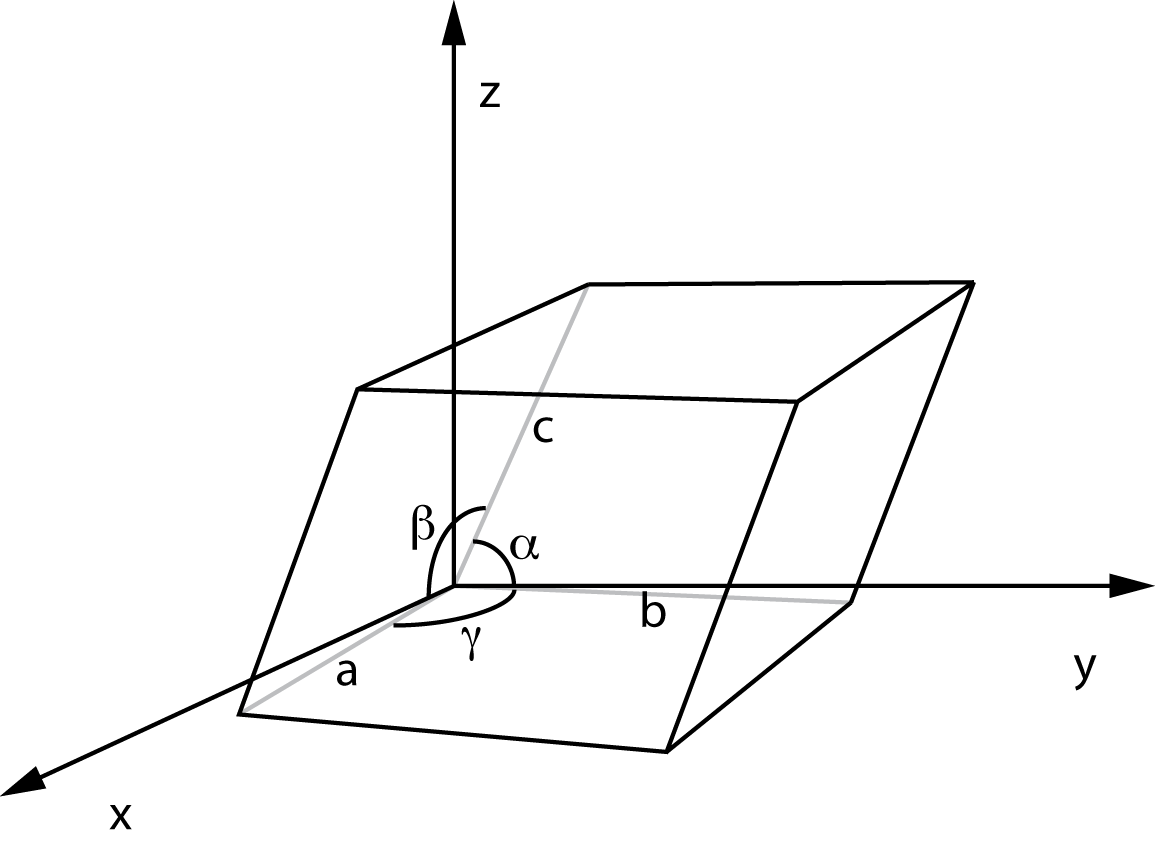
Celda unitaria definida por tres ejes cristalográficos a, b y c, y tres ángulos interaxiales α, β, γ.

Un parámetro de red es una distancia o un ángulo que define geométricamente a la celda unitaria con respecto a su estructura cristalina. La celda unitaria queda definida por seis parámetros: la longitud de tres aristas a, b y c; y tres ángulos interaxiales α, β y γ. Los parámetros de red pueden ser medidos mediante difracción por rayos X.
En el crecimiento epitaxial, el parámetro de red es una medición de la compatibilidad estructural entre diferentes materiales.
La coincidencia de parámetros de red es importante para hacer crecer capas finas de unos materiales sobre otros; cuando estos parámetros son diferentes se forman irregularidades en la capa y se hace imposible hacer crecer nuevas capas sin defectos.
La coincidencia de parámetros de red entre dos materiales semiconductores permite formar una región con un ancho de banda prohibida distinto sin variar la red cristalina. De este modo se construyen  LEDs y diodos láser.
Por ejemplo, el GaAs, el AlGaAs y el AlAs tienen parámetros de red casi idénticos, haciendo posible crecer capas de cualquier grosor unas encima de otras.